# ХАС (співак)
Наза́р-Хайда́р Алі́євич Хасса́н (нар. 13 січня 1991, Київ) — український хіп-хоп виконавець та радіоведучий. Із 2015 року співак реалізує сольний проєкт «ХАС». Ведучий програми «Мисливці за дивами» на телеканалі «Україна».

## Життєпис

### Ранні роки (1991—2007)
Народився 13 січня 1991 року в Києві. За словами співака, на формування його музичних смаків вплинула мама, яка з самого його дитинства прищеплювала Назару любов до якісної рок музики (Aerosmith, Nirvana, Guns N' Roses) та бабуся, яка прищеплювала йому любов до народної творчості. 1997 року вдома у майбутнього співака з'явилась музика таких виконавців як Тупак Шакур і NANA, що вперше познайомили Назара Хассана з хіп-хопом. Середню освіту здобував у загальноосвітній школі № 29 у Винниках.

### Вища освіта та «RIZUPS» (2007—2015)
Вищу освіту здобував, вивчаючи міжнародний менеджмент у Львівській політехніці (2007—2010); також навчався в Європейському університеті.

### Сольний проект «ХАС» (2015—донині)
Творчий шлях
У 2015 році Хас розпочав сольний проєкт, а в 2016 році випустив свій перший сольний альбом «#1». У 2018 році він презентував альбом «Мегаполіс», сингли з якого очолили чарти інтернет-магазинів.
У 2019 році Хас випустив альбом «Дикий Кач» і став першим україномовним репером, який зібрав стадіонний концерт. За цей період він також підкорив сцени провідних українських фестивалів, написав книгу й став радіоведучим ранкового шоу «Хеппі Ранок» на Хіт FM (з 9 вересня 2019 року). Створив особисту рубрику “Реп-дайджест”, яка зібрала чудові показники охоплень.
У 2021 році Хас став ведучим програми «Мисливці за дивами» на телеканалі «Україна».
У 2023 році артист випустив альбом «Любов на Любов».
2024 рік став новим етапом у кар’єрі Хаса. Він презентував альбом «Блюзнірство» та запустив популярний YouTube-[ проєкт]:
•	«Здибанки» — шоу про невимушені розмови на різноманітні теми;
•	«А він шо, а вона шо» — гумористичне шоу про стосунки;
•	«Розкажи мені як» — проєкт, де гості діляться унікальними життєвими історіями та досвідом.
Хас продовжує активно розвивати свою творчість, демонструючи багатогранність таланту.

## Дискографія

### У складі RIZUPS
- 2011 — «RIZUPS»
- 2013 — «Не бійся»
- 2013 — Залежність"
- 2014 — Хайдар

### Сольні
- 2016 — #1
- 2018 — Мегаполіс
- 2019 — Дикий Кач
- 2021 — Заборонений альбом
- 2022 — Історія старого Лева
- 2023 — 0322
- 2023 — Любов на любов
- 2024 — Блюзнірство
- 2024 — Падали» разом з NIKITIN

## Телебачення
- Що не так? (телеканал Ми — Україна+)
- Прокидайся (телеканал Ми — Україна+)